# Krüger Aladár
Krüger Aladár (Nagyvárad, 1878. október 1. – Alpnachdorf, 1952. november 15.) ügyvéd, politikus. A nagyváradi Szigligeti Társaság választmányi tagja, majd alelnöke volt.

## Életpályája
Jogi tanulmányait a kolozsvári egyetemen végezte. Nagyváradon folytatott ügyvédi gyakorlatot. 1906-ban a nagyváradi püspökség főügyésze, a katolikus nagygyűlések ünnepi szónoka Budapesten, Szegeden és Pécsen. 1913–1914 között a Tiszántúl felelős szerkesztője, 1917–1919 között főszerkesztője volt. 1919 decemberében letartóztatták, hónapokig fogságban tartották, s mivel a rumén hűségesküt megtagadta, ezért 1920 őszén kiutasították szülővárosából. 1920-ban Budapestre került; a katolikus szellemű Új Nemzedék szerkesztője volt. Később abbahagyta az újságírást, ügyvédi irodát nyitott. 1926–1931 között egységes párti programmal képviselőnek választotta a biharnagybajomi választókerület. 1931–1935 között a csongrádi kerület országgyűlési képviselője, 1935–1939 között a soroksári Nemzeti Egység Pártja országgyűlési képviselője volt.
Jogi tanulmányokon és publicisztikai műveken kívül költeményeket is írt.

## Művei
- 1848/49. Visszhangok (versek, Nagyvárad, 1898)
- Húsvéti tojás (vígjáték, 1 felvonás; Nagyvárad, 1899)
- A régensség a magyar közjogban (Nagyvárad, 1905)
- Rákóczi visszatér (melodráma, Nagyvárad, 1906)
- Az uzsora és büntetése (Kolozsvár, 1908)
- Az általános választójog kérdése Magyarországon (Budapest, 1908)
- A magyar nagybirtokról (Budapest, 1908)
- A becsület védelme (1911)
- A pápai gyászév (Nagyvárad, 1911)
- Szt László, a törvényszervező (Nagyvárad, 1911)
- A modern ember szabadságeszméi (1912)
- Orgonaszó (versek, Budapest, 1913; 1920)
- A sajtó a modern kor Napóleonja (1912) (Sajtóröpiratok 1.)
- Aratás a sivatagban (Nagyvárad, 1913)
- Új Sion templomát építjük. + Martinovich Sándor: A nemz. fogadalmi tp. (Budapest, 1916)
- Hulló magyar csillagok. Beszéde a 17. Katolikus Nagygyűlésen (Budapest, 1925)